# Great Lakes Insurance
Die Great Lakes Insurance SE, oftmals als GLISE abgekürzt, ist ein deutsches Versicherungsunternehmen mit Sitz in München. Das Unternehmen ist eine hundertprozentige Tochter der Münchener Rück.

## Hintergrund
Great Lakes agiert als Spezialversicherer der Münchener Rück für gewerbliche und industrielle Erstversicherungen und fakultative Rückversicherungen, teilweise in Form von Mitversicherung. Dabei wird ein Großteil des übernommenen Geschäfts an Rückversicherungsunternehmen der Gruppe, vornehmlich die Mutter zediert. Hauptsitz der Gesellschaft ist München, Geschäft wird zudem über Niederlassungen in London, Cham ZG, Mailand, Dublin und Sydney gezeichnet. MR-intern ist die Gesellschaft der Rückversicherung zugeordnet. Mit Wirkung zum 1. Januar 2023 wurde beim Mutterkonzern das neue Vorstandsressort „Global Specialty Insurance“ eingeführt, das insbesondere die GLISE sowie die American Modern Insurance Group (AMIG), die Hartford Steam Boiler Inspection and Insurance Company (HSB), Munich Re Specialty Insurance und Munich Re Syndicate und Aerospace umfasst.
Die Gesellschaft hatte ursprünglich ihren Hauptsitz unter den Namen Great Lakes Reinsurance in London und zog im Zuge des Brexit nach München, dabei erfolgte die Umbenennung. Bis 1996 gab es zudem die in Toronto ansässige MR-Tochter Great Lakes Reinsurance Company, die Ende 1996 ihre Geschäftstätigkeit eingestellt hatte.